# Операція «Немислиме»
Опера́ція «Немислиме» (англ. Operation Unthinkable) — кодова назва двох нереалізованих планів, спочатку наступального, а потім і оборонного, на випадок воєнного конфлікту Британською імперією і США з використанням 10−12 німецьких дивізій,проти  СРСР, розроблених навесні-влітку 1945 року. Обидва плани були розроблені на завдання прем'єр-міністра Вінстона Черчилля Об'єднаним штабом планування воєнного кабінету Великої Британії в найглибшій таємниці навіть від інших штабів. Уряд Великої Британії категорично заперечував існування таких планів аж до 1998 року. Зараз документи, що стосуються цих планів, зберігаються в Національному архіві Великої Британії.

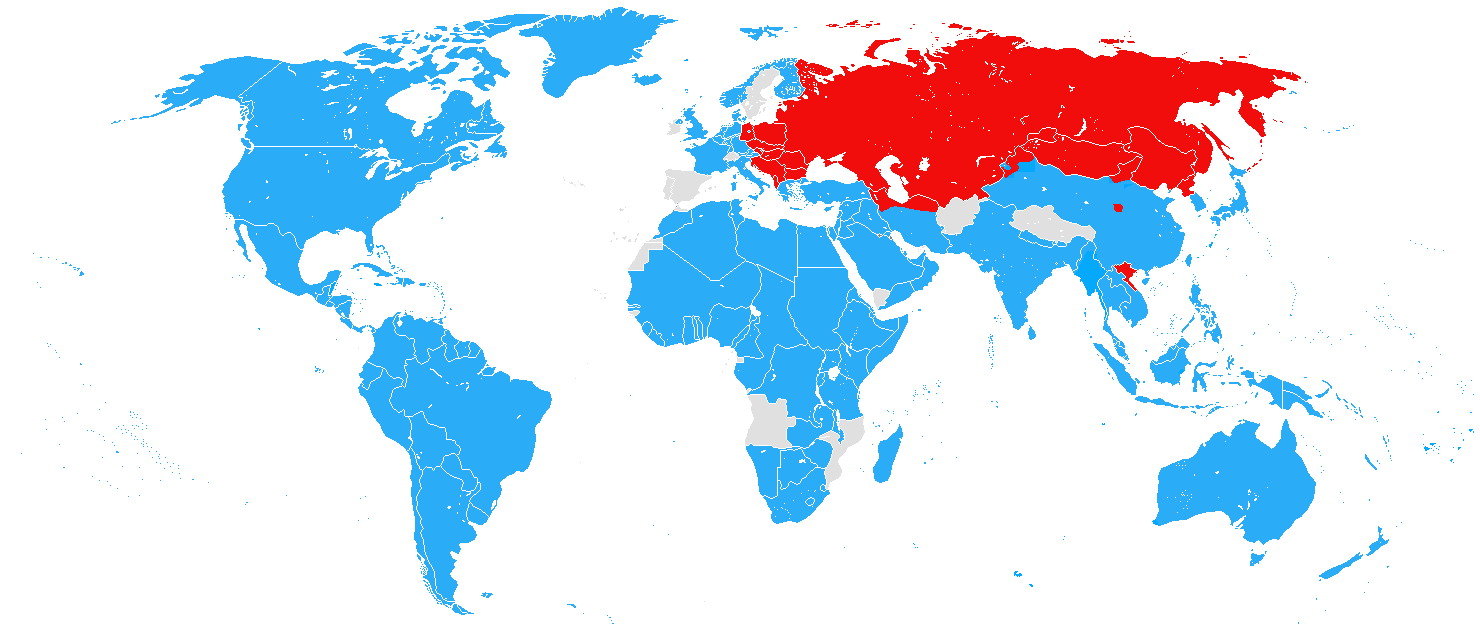
Територія західних союзників (синій) та СРСР і його союзників (червоний) у вересні 1945 року.

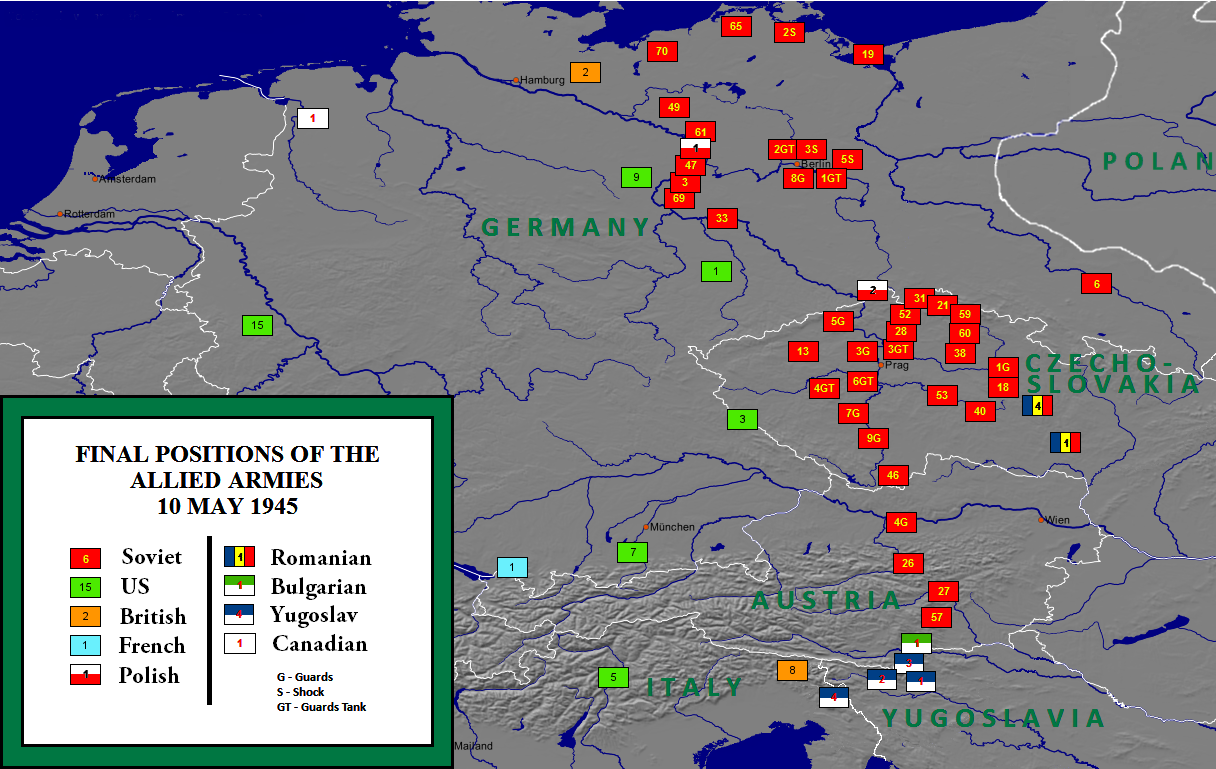
Положення військ союзників 10 травня 1945 року.

Безпосередньою метою наступального плану було силове «витіснення» радянських військ з Польщі, оборонного — організація оборони Британських островів у разі можливого радянського вторгнення у Західну Європу після виходу звідти американських військ. В деяких джерелах план наступальної операції розглядається як план Третьої світової війни[неавторитетне джерело]. Черчилль вказав у коментарях представленого йому проекту плану, що той являє собою «попередню чернетку того, що я сподіваюсь, все ще чисто гіпотетична ймовірність».
Наступальний план передбачав несподівану атаку на радянські війська, розташовані в Німеччині, щоб «нав'язати волю Західних Союзників» на СРСР. «Воля» трактувалась як «справедлива домовленість за Польщу». Коли шанси були оцінені як «химерні», початковий план був відкинутий. Натомість кодову назву використали для оборонного сценарію, в якому британці мали захищатися від радянського просування до Північного моря і Атлантики після виведення американських військ з континенту.

## Операції

### Наступ
Початкова головна мета операції була проголошена як «нав'язування Росії волі Сполучених Штатів і Британської імперії. Хоча „воля“ цих двох країн може бути визначена як не більше, ніж справедлива угода за Польщу, це не обов'язково обмежує військові зобов'язання». У документі багато використовується слово «Росія», оскільки під час імперського періоду термін означав Російську імперію, з якою СРСР був майже рівнозначним.
Начальники штабів були стурбовані тим, що через величезну кількість радянських військ, розгорнутих в Європі наприкінці війни, і розуміння, що Сталін був ненадійним, існувала радянська загроза для Західної Європи. Радянський Союз ще не розпочав війну з Японією, і в доповіді було припущення, що СРСР вступив би в союз з Японією, якби західні союзники почали воєнні дії.
Гіпотетична дата початку союзницького вторгнення до радянської Європи була запланована на 1 липня 1945 року, за чотири дні до виборів у Великій Британії. План передбачав до несподівану атаку силами 47 британських і американських дивізій в районі Дрездена, в центрі радянських позицій. Це становило майже половину з приблизно 100 дивізій, доступних тоді британському, американському та канадському штабам.
Цей план був сприйнятий британським Комітетом начальників штабів як військово нездійсненний через очікувану кількісну перевагу радянських сухопутних військ у Європі та на Близькому Сході у співвідношенні 2,5 до 1. Більша частина будь-якої наступальної операції здійснювалася б американськими і британськими військами, а також польськими збройними силами і до 100 тис. солдатів Вермахту, ремобілізованих зі статусу військовополонених. Будь-який швидкий успіх міг бути зумовлений виключно несподіванкою. Якщо би швидкого успіху не вдалося досягти до початку зими, оцінювалось, що союзникам доведеться вести тривалу тотальну війну. У доповіді від 22 травня 1945 року наступальна операція була визнана «небезпечною».

### Оборона
У відповідь на вказівку Черчилля від 10 червня 1945 року було написано наступний звіт про те, які заходи будуть необхідні для забезпечення безпеки Британських островів у разі війни з Росією в найближчому майбутньому. Сили Сполучених Штатів переміщались до Тихого океану для запланованого вторгнення в Японію, і Черчилль був стурбований тим, що це скорочення сил залишить СРСР у сильній позиції для здійснення наступальних дій у Західній Європі. У доповіді робили висновок, що якби Сполучені Штати зосередилися на Тихоокеанському театрі, шанси Великої Британії "стали б химерними". 
Спільний штаб планування відкинув твердження Черчилля, що збереження плацдармів на континенті не дає оперативної переваги. Передбачалося, що Британія використовуватиме свої військово-повітряні сили і військово-морський флот, щоб чинити опір, хоча очікувалося, що загроза масового ракетного удару не залишала інших можливостей опору, крім стратегічних бомбардувань.

## Подальші обговорення
Станом на 1946 р. між частинами Європи, окупованими СРСР з одного боку і Союзниками з іншого, розвивалися напруженість і конфлікти. Вони розглядалися як потенційні тригери для ширшого конфлікту. Однією з таких областей була Юлійська Крайна (сьогодні розділена між Хорватією, Словенією та Італією), і 30 серпня 1946 року відбулися неофіційні обговорення між британськими та американськими начальниками штабів щодо того, як може розвинутися такий конфлікт і яка найкраща стратегія проведення європейської війни. Знову обговорювалося питання збереження плацдарму на континенті, причому Дуайт Ейзенхауер вважав за краще виходити до Нідерландів чи Бельгії, а не до Італії, через їх близькість до Сполученого Королівства.

## Можлива радянська обізнаність
У червні 1945 року старший командувач Радянської Армії маршал Георгій Жуков раптом наказав радянським військам у Польщі перегрупуватися і підготувати свої позиції для оборони. На думку професора Единбурзького Університету Джона Еріксона, операція «Немислиме» допомагає зрозуміти, навіщо він це зробив. План операції був переданий до Москви Кембриджською п'ятіркою. Якщо би радянська влада дійсно знала, що західні союзники планують можливу атаку, елемент подиву був би втрачений до початку операцій проти СРСР, знижуючи шанси на успіх операції «Немислиме».